# Strada principale 8
La strada principale 8 (H8; in tedesco Hauptstrasse 8; in francese route principale 8) è una delle strade principali della Svizzera.

## Percorso
La strada n. 8 è definita dai seguenti capisaldi d'itinerario: "San Gallo - Herisau - Waldstatt - Lichtensteig - Wattwil - Ricken - Rapperswil - Pfäffikon - Sattel - Svitto - Ibach - Ingenbohl".